# Waldbrände in Chile 2023

Evolution der Waldbrände in Chile vom 1. Februar 2023 bis 5. Februar 2023

Die Waldbrände in Chile 2023 waren eine Serie von Waldbränden im Zentrum Chiles. Sie betrafen vor allem die zentralchilenischen Regionen Ñuble, Biobío und Araucanía. Im ganzen Land war eine Fläche von circa 400.000 Hektar betroffen, 24 Personen kamen ums Leben. Sie gelten als schlimmste Waldbrände des Landes seit den Waldbränden 2017.

## Verlauf

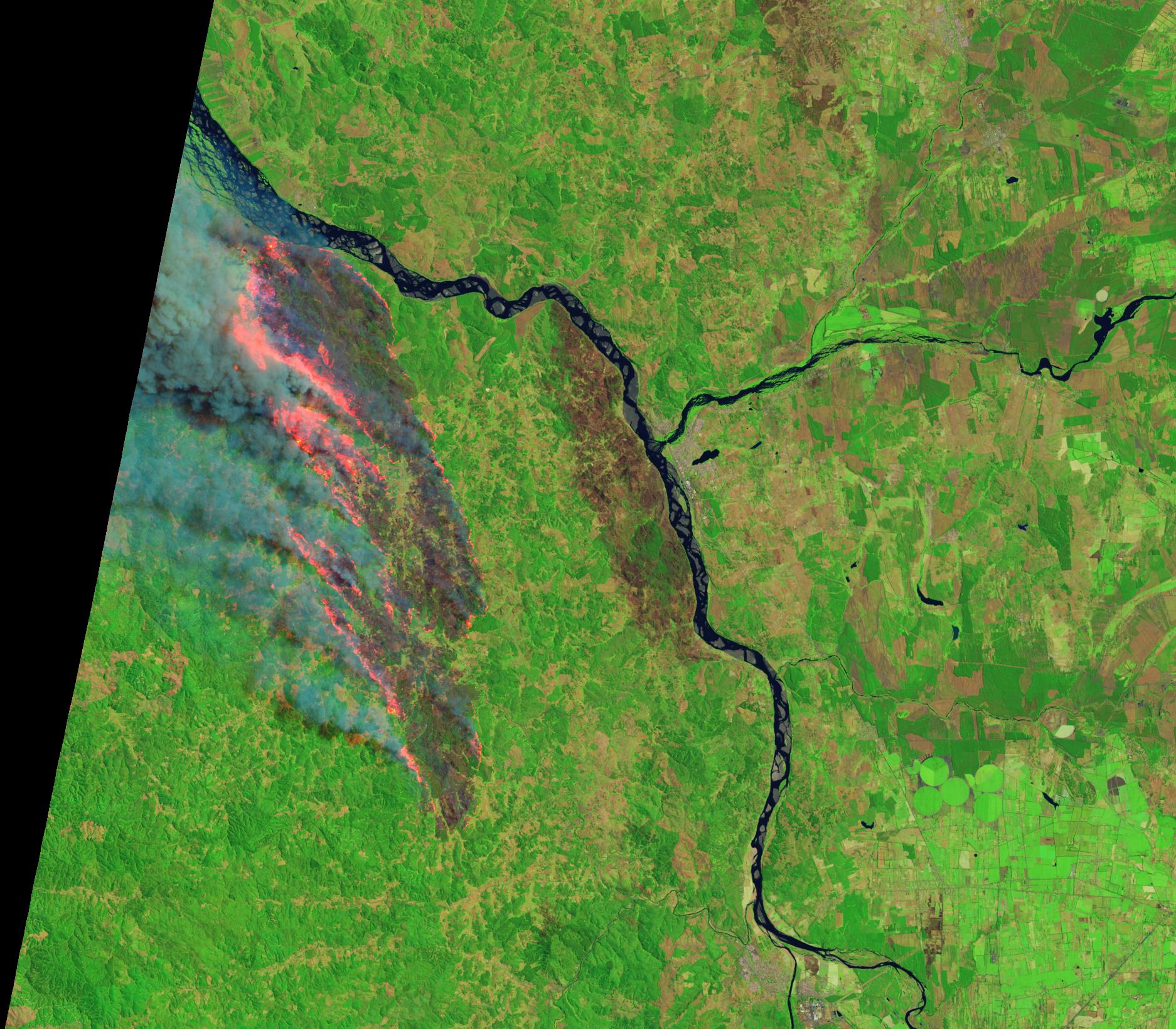
Infrarotaufnahme der Brände vom 8. Februar 2023

Ende Januar 2023 wurde vor allem das Zentrum Chiles von einer starken Hitzewelle heimgesucht. Temperaturen von um die 40 °C wurden erreicht, daneben mangelte es an Regen. Ab dem 30. Januar 2023 galt in der Region Ñuble eine erweiterte Vorwarnung aufgrund von Waldbränden, vor allem auf dem Gebiet der Kommunen Chillán, Quillón und Quirihue. In den folgenden Tagen verschlimmerte sich die Lage in Zentralchile stark. Am 2. Februar 2023 war bereits eine Fläche von etwa 4800 Hektar betroffen, dies stieg in den folgenden vier Tagen auf um die 280.000 Hektar an. Am 5. Februar gab die Regierung bekannt, dass zehn Personen unter dem Verdacht der Brandstiftung festgenommen worden seien, in den Tagen danach erhöhte sich die Zahl der Festgenommenen auf rund 30 Personen. Bis zum 6. Februar verstarben 26 Personen. Besonders stark betroffen war die Kommune Santa Juana in der Región del Biobío, in der allein elf Personen verstarben. Daneben wurden 1260 Personen verletzt und über 1100 Gebäude zerstört. Aufgrund der Situation rief Präsident Gabriel Boric den Notstand in den betroffenen Regionen aus und bat um internationale Unterstützung.
In den folgenden Tagen blieb die Situation in den betroffenen Gebieten weiter angespannt. Am 10. Februar wurde gemeldet, dass im ganzen Land eine Fläche von circa 400.000 Hektar betroffen sei. Die Zahl der Verstorbenen wurde allerdings auf 24 korrigiert. Außerdem richtete die Regierung von Präsident Boric Ausgangssperren in 28 der am stärksten betroffenen Kommunen ein: Quirihue, Ninhue, Trehuaco, Cobquecura, Coelemu, Ranquil, Portezuelo, Quillón, Contulmo, Arauco, Tomé, Florida, Hualqui, Santa Juana, Mulchén, Nacimiento, Galvarino, Lautaro, Angol, Curacautín, Collipulli, Ercilla, Los Sauces, Lumaco, Purén, Renaico, Traiguén und Victoria.

## Betroffene Gebiete
Am stärksten waren Gebiete im Zentrum Chiles, etwa 500 Kilometer südlich der Hauptstadt Santiago de Chile, betroffen, vor allem in den Regionen Región de Ñuble, Región del Biobío und Región de la Araucanía. Allerdings traten auch Brände in Gebieten nördlich wie in der Región del Maule und südlich wie in den Regionen de los Ríos und de los Lagos auf. Darüber hinaus waren weite Teile des Landes von der starken Rauchbildung betroffen, dieser reichte bis nach Santiago de Chile.

## Reaktionen
Als Reaktion auf die Waldbrände rief die chilenische Regierung den Notstand in den betroffenen Gebieten aus und forderte internationale Unterstützung an. Bereits frühzeitig versprachen vor allem die südamerikanischen Nachbarländer Hilfe. Unter anderem Argentinien, Ecuador, Venezuela, Spanien und Brasilien kündigten an, Brigademitglieder nach Chile zu schicken. Aus Spanien kam zusätzlich ein Airbus A330, aus Peru und Argentinien Hubschrauber zur Bekämpfung der Brände. Die Vereinigten Staaten kündigten finanzielle Unterstützung sowie Hilfe durch ein spezielles Löschflugzeug des Typs McDonnell Douglas DC-10 an. In den folgenden Tagen erreichte weitere Hilfe, auch aus der EU, das Land.